# Benedict Jacob Römer-Büchner
Benedict Jacob Römer-Büchner (* 5. Mai 1792 in Frankfurt am Main; † 28. April 1863 ebenda) war ein deutscher Jurist und Lokalhistoriker.
Nach seinem Jurastudium arbeitete Römer ab Ende 1815 als Akzessist, also ohne Besoldung, in der Frankfurter Stadtregistratur, dem späteren Stadtarchiv. Nach der Verlobung mit der Tochter des Schöffen und Syndikus Büchner bewarb sich Römer um Festanstellung als zweiter Archivar, doch die Schaffung dieser Stelle wurde nicht bewilligt. Mehr Erfolg hatte seine Bewerbung um das Amt des Landamts- und Gerichtsschreibers der Stadt Frankfurt am Main, welches er von August 1818 bis zu seinem Tod innehatte. Er veröffentlichte zahlreiche Abhandlungen zur Geschichte Frankfurts und seiner Umgebung und sammelte Kunst und Altertümer, letztere stammten meist aus Heddernheim. Nach Römer-Büchners Tod wurde diese Sammlung an den Grafen von Solms-Rödelheim verkauft.

## Werke (Auswahl)
Monografien
- De testamentis ordinandis inprimis ex reformatione Francofurtana, Diss. jur. Gießen 1814 (Digitalisat).
- Verzeichniss der Steine und Thiere welche in dem Gebiete der freien Stadt Frankfurt und deren nächsten Umgehung gefunden werden. 1827 (Digitalisat).
- Die Siegel der deutschen Kaiser, Könige und Gegenkönige. 1851 (Digitalisat).
- Die Entwickelung der Stadtverfassung und die Bürgervereine der Stadt Frankfurt am Main. 1855 (Digitalisat).
- Die Wahl- und Krönungs-Kirche der deutschen Kaiser zu St. Bartholomäi in Frankfurt am Main. 1857 (Digitalisat), 1858 (Digitalisat)
- Die Vogteigerichte. Ein Beitrag zur deutschen Rechtsgeschichte. 1859 (Digitalisat).

Aufsätze
- Bonames. Burg und Flecken. In: Archiv für Frankfurts Geschichte und Kunst, Neue Folge, Heft 10 (1862), S. 167–237 (Digitalisat in der Google-Buchsuche).